# Nordiska utvecklingsfonden

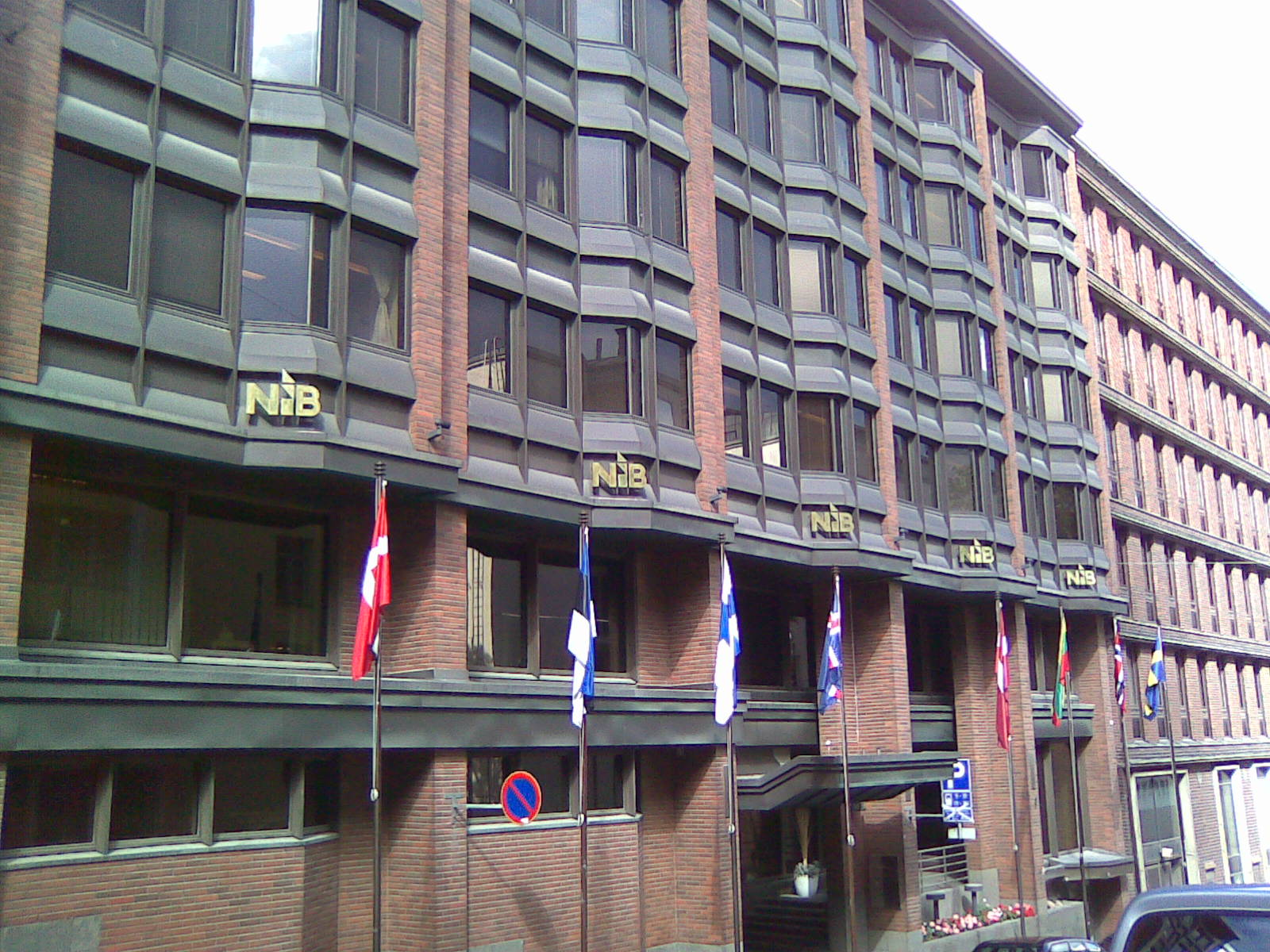
Nordic Development Fund delar kontor med Nordiska investeringsbanken i Helsingforsi Finland.

Nordiska utvecklingsfonden (även Nordic Development Fund, NDF) är en biståndsorganisation som startades 1989 och som är en multilateral finansinstitution i ett samarbete mellan Danmark, Finland, Island, Norge och Sverige. 

## Verksamhet
NDF delar ut pengar till investeringar relaterade till klimatförändringar. 
Syftet med verksamheten är att underlätta investeringar relaterade till klimantförändringar i låginkomstländer. De pengar som NDF delar ut görs i samarbete med bilaterala och multilaterala utvecklingsinstitutioner.

## Organisation
Kontoret är förlagt till Helsingfors i Finland.
Karin Isaksson är chef på Nordiska utvecklingsfonden. 2022 var hon den högst avlönade chefen i biståndsbranschen med en månadslön på 211 105 kronor.

## Ekonomi
Verksamheten finansieras av de fem nordiska ländernas utvecklingsbudgetar.